# Bahnstrecke Münster–Enschede
| Euregio-Bahn in Richtung Enschede nach der Abzweigung am Zentrum Nord | |                                        |                                        |
| | |                                        |                                        |
| Streckennummer (DB): | 2014 |                                        |                                        |
| Kursbuchstrecke (DB): | 407 |                                        |                                        |
| Kursbuchstrecke: | 195d (Gronau – Münster Hbf 1934) 195b (Gronau – Ochtrup 1934) 224h (Enschede – Gronau 1946) 224c (Gronau – Münster Hbf 1946) 224e (Gronau – Ochtrup 1946) |                                        |                                        |
| Streckenlänge: | 64 km |                                        |                                        |
| Spurweite: | 1435 mm (Normalspur) |                                        |                                        |
| Streckengeschwindigkeit: | 100 km/h |                                        |                                        |
| | |                                        |                                        |
| \| \| \| Strecke von Hengelo \| \| \| \| \| (Gleisverbindung unterbrochen) \| \| \| \| 53,6 \| Enschede (Kopfbahnsteig) \| Enschede (Kopfbahnsteig) \| \| \| \| (Gleisverbindung unterbrochen) \| \| \| \| \| Hengelosestraat \| \| \| \| \| Oldenzaalsestraat \| \| \| \| 57,7 \| Enschede De Eschmarke \| Enschede De Eschmarke \| \| \| \| nach Losser \| \| \| \| 59,4 \| Glanerbrug \| Glanerbrug \| \| \| \| \| \| \| \| 59,759,0 \| Gronau Grenze zwischen D und NL \| Gronau Grenze zwischen D und NL \| \| \| \| \| \| \| \| \| von Oldenzaal \| \| \| \| 56,1 \| Gronau (Westf) \| Gronau (Westf) \| \| \| \| Strecke nach Dortmund \| \| \| \| \| Strecke nach Bad Bentheim–Coevorden \| \| \| \| 52,4 \| Awanst Urenco \| Awanst Urenco \| \| \| \| A 31 \| \| \| \| 44,9 \| Ochtrup \| Ochtrup \| \| \| \| ehem. Strecke nach Rheine \| \| \| \| 38,1 \| Metelen Land (ehem. Bf) \| Metelen Land (ehem. Bf) \| \| \| \| ehem. Strecke von Ahaus \| \| \| \| \| ehem. Strecke von Rheine \| \| \| \| 32,5 \| Steinfurt-Burgsteinfurt \| Steinfurt-Burgsteinfurt \| \| \| \| ehem. Strecke nach Dorsten \| \| \| \| 28,4 \| Anst Borghorst (Westf) VEW \| Anst Borghorst (Westf) VEW \| \| \| 28,2 \| Steinfurt-Grottenkamp \| Steinfurt-Grottenkamp \| \| \| 26,6 \| Steinfurt-Borghorst \| Steinfurt-Borghorst \| \| \| 20,1 \| Nordwalde (ehem. Bf) \| Nordwalde (ehem. Bf) \| \| \| 17,0 \| Altenberge \| Altenberge \| \| \| 10,3 \| Münster-Häger (ehem. Bf)[1] \| Münster-Häger (ehem. Bf)[1] \| \| \| 8,9 \| A 1 \| A 1 \| \| \| 6,2 \| Kinderhaus \| Kinderhaus \| \| \| \| Strecke von Rheine \| \| \| \| \| Anschlussgleis Marienthal \| \| \| \| 3,4 \| Nevinghof/Münster Zentrum Nord \| Nevinghof/Münster Zentrum Nord \| \| \| \| Hauptstrecke von Hamburg \| \| \| \| \| Warendorfer Bahn von Rheda-Wiedenbrück \| \| \| \| 0,6 \| Münster (Westf) Hbf \| Münster (Westf) Hbf \| \| \| \| Baumbergebahn nach Coesfeld \| \| \| \| \| Strecke nach Wanne-Eickel \| \| \| \| \| Strecke nach Lünen \| \| \| \| \| Strecke nach Hamm \| \| | |                                        |                                        |
| Strecke | | Strecke von Hengelo                    | Strecke von Hengelo                    |
| Verschwenkung von links · Verschwenkung von rechts (Strecke außer Betrieb) | | (Gleisverbindung unterbrochen)         | (Gleisverbindung unterbrochen)         |
| Kopfbahnhof Strecke ab hier außer Betrieb · Haltepunkt / Haltestelle Strecke bis hier außer Betrieb | 53,6 | Enschede (Kopfbahnsteig)               | Enschede (Kopfbahnsteig)               |
| Verschwenkung nach links (Strecke außer Betrieb) · Verschwenkung nach rechts | | (Gleisverbindung unterbrochen)         | (Gleisverbindung unterbrochen)         |
| ehemaliger Haltepunkt / Haltestelle | | Hengelosestraat                        | Hengelosestraat                        |
| ehemaliger Haltepunkt / Haltestelle | | Oldenzaalsestraat                      | Oldenzaalsestraat                      |
| Haltepunkt / Haltestelle | 57,7 | Enschede De Eschmarke                  | Enschede De Eschmarke                  |
| Abzweig mit U-Bahn geradeaus und ehemals nach links | | nach Losser                            | nach Losser                            |
| Haltepunkt / Haltestelle, ehemals Bahnhof | 59,4 | Glanerbrug                             | Glanerbrug                             |
| | |                                        |                                        |
| Grenze | 59,759,0 | Gronau Grenze zwischen D und NL        | Gronau Grenze zwischen D und NL        |
| | |                                        |                                        |
| Abzweig mit U-Bahn geradeaus und ehemals von links | | von Oldenzaal                          | von Oldenzaal                          |
| Bahnhof | 56,1 | Gronau (Westf)                         | Gronau (Westf)                         |
| Abzweig geradeaus und nach rechts | | Strecke nach Dortmund                  | Strecke nach Dortmund                  |
| Abzweig geradeaus und ehemals nach links | | Strecke nach Bad Bentheim–Coevorden    | Strecke nach Bad Bentheim–Coevorden    |
| Blockstelle | 52,4 | Awanst Urenco                          | Awanst Urenco                          |
| Strecke mit Straßenbrücke | | A 31                                   | A 31                                   |
| Bahnhof | 44,9 | Ochtrup                                | Ochtrup                                |
| Abzweig geradeaus und ehemals nach links | | ehem. Strecke nach Rheine              | ehem. Strecke nach Rheine              |
| Haltepunkt / Haltestelle, ehemals Bahnhof | 38,1 | Metelen Land (ehem. Bf)                | Metelen Land (ehem. Bf)                |
| Abzweig geradeaus und ehemals von rechts | | ehem. Strecke von Ahaus                | ehem. Strecke von Ahaus                |
| Abzweig geradeaus und ehemals von links | | ehem. Strecke von Rheine               | ehem. Strecke von Rheine               |
| Bahnhof | 32,5 | Steinfurt-Burgsteinfurt                | Steinfurt-Burgsteinfurt                |
| Abzweig geradeaus und ehemals nach rechts | | ehem. Strecke nach Dorsten             | ehem. Strecke nach Dorsten             |
| Abzweig geradeaus und nach rechts | 28,4 | Anst Borghorst (Westf) VEW             | Anst Borghorst (Westf) VEW             |
| Haltepunkt / Haltestelle | 28,2 | Steinfurt-Grottenkamp                  | Steinfurt-Grottenkamp                  |
| Bahnhof | 26,6 | Steinfurt-Borghorst                    | Steinfurt-Borghorst                    |
| Haltepunkt / Haltestelle, ehemals Bahnhof | 20,1 | Nordwalde (ehem. Bf)                   | Nordwalde (ehem. Bf)                   |
| Bahnhof | 17,0 | Altenberge                             | Altenberge                             |
| Haltepunkt / Haltestelle, ehemals Bahnhof | 10,3 | Münster-Häger (ehem. Bf)               | Münster-Häger (ehem. Bf)               |
| Strecke mit Straßenbrücke | 8,9 | A 1                                    | A 1                                    |
| ehemaliger Haltepunkt / Haltestelle | 6,2 | Kinderhaus                             | Kinderhaus                             |
| Abzweig geradeaus und von links | | Strecke von Rheine                     | Strecke von Rheine                     |
| Abzweig geradeaus und ehemals von rechts | | Anschlussgleis Marienthal              | Anschlussgleis Marienthal              |
| Bahnhof | 3,4 | Nevinghof/Münster Zentrum Nord         | Nevinghof/Münster Zentrum Nord         |
| Abzweig geradeaus und von links | | Hauptstrecke von Hamburg               | Hauptstrecke von Hamburg               |
| Abzweig geradeaus und von links | | Warendorfer Bahn von Rheda-Wiedenbrück | Warendorfer Bahn von Rheda-Wiedenbrück |
| Bahnhof | 0,6 | Münster (Westf) Hbf                    | Münster (Westf) Hbf                    |
| Abzweig geradeaus und nach rechts | | Baumbergebahn nach Coesfeld            | Baumbergebahn nach Coesfeld            |
| Abzweig geradeaus und nach rechts | | Strecke nach Wanne-Eickel              | Strecke nach Wanne-Eickel              |
| Abzweig geradeaus und nach rechts | | Strecke nach Lünen                     | Strecke nach Lünen                     |
| Strecke | | Strecke nach Hamm                      | Strecke nach Hamm                      |

Die Bahnstrecke Münster–Enschede ist eine 64 Kilometer lange, durchgehend eingleisige und nicht elektrifizierte Nebenbahnstrecke von Münster über Gronau in Nordrhein-Westfalen nach Enschede in den Niederlanden.
Auf ihr verkehrt die Regionalbahn RB 64 „Euregio-Bahn“.
Die Münster-Enscheder Eisenbahn-Gesellschaft (MEE) hatte die Strecke geplant und den Bau begonnen, vollendet wurde dieser dann von der vom preußischen Staat finanzierten Königlich-Westfälischen Eisenbahn-Gesellschaft (KWE).

## Geschichte

### Bau und Eröffnung
Nachdem die KWE 1855 die Münster-Hammer Eisenbahn-Gesellschaft samt ihrer Bahnstrecke nach Münster übernommen hatte, baute sie diese 1856 weiter in Richtung Norden. In Rheine erlangte sie dann Anschluss an die Emslandstrecke nach Emden der Königlich Hannöverschen Staatseisenbahnen und über diese an die Bahnstrecke Almelo–Salzbergen der Spoorweg-Maatschappij Almelo-Salzbergen.
1870 hatte die MEE die Konzession zum Bau einer neuen Strecke in Richtung Niederlande erhalten und den Bau von Münster aus nach Enschede begonnen. Als sie 1874 zahlungsunfähig wurde, übernahm die KWE den Weiterbau der Strecke nach Gronau. Das letzte Teilstück nach Enschede wurde in Kooperation mit der Dortmund-Gronau-Enscheder Eisenbahn-Gesellschaft (DGEE) errichtet und in der Folgezeit gemeinschaftlich betrieben.
Die Eröffnung dieser neuen Strecke erfolgte am 30. September 1875, am selben Tag wurde von der DGEE auch der letzte Streckenabschnitt zwischen Coesfeld und Gronau der Bahnstrecke Dortmund–Gronau eingeweiht. Offizielle Eröffnung für den Personenverkehr des Abschnitts nach Enschede war gut zwei Wochen später am 15. Oktober 1875.
Obwohl die Strecke die ersten Kilometer bis zum Nevinghoff identisch mit der Verbindung nach Rheine ist, baute die Königlich Westfälische Eisenbahn ein separates Gleis parallel zur schon bestehenden Trasse. Es wurde erst bei den Reparaturarbeiten nach dem Zweiten Weltkrieg zurückgebaut. Dieses als „Gronauer Stummel“ bezeichnete Gleis endet seitdem vor der Brücke über die Stolbergstraße in Münster.

### 20. Jahrhundert
Infolge des Zweiten Weltkrieges war dieser Abschnitt zwischen 1940 und 1951 außer Betrieb. Im Herbst 1979 wurde der Güterverkehr endgültig eingestellt; genau zwei Jahre später, am 26. September 1981, auch der regelmäßige Personenverkehr. Zum 1. März 1982 erfolgte die Umwandlung in eine Nebenbahn, bevor er am 15. Juni 1985 mit einer Sonderfahrt stillgelegt wurde. Anfang der 1990er Jahre entstand die Idee, auf der Trasse einen Euregio-Radweg zu bauen. Diese Pläne wurden aber nicht weiter verfolgt.
1996 wurde eine niederländisch-deutsche Arbeitsgruppe mit dem Ziel der Wiederinbetriebnahme der Strecke gegründet. Anfangs wurde mit circa 2000 Reisenden pro Tag gerechnet. Am 18. November 1998 wurde eine öffentlich-rechtliche Vereinbarung zur Wiederinbetriebnahme des SPNV zwischen Enschede und Gronau unterzeichnet.

### 21. Jahrhundert
Der neun Kilometer lange grenzüberschreitende Streckenabschnitt wurde vollständig saniert und die beiden neuen Haltepunkte Enschede-De Eschmarke und Glanerbrug errichtet. Am 6. September 2001 wurde die neue 56 Tonnen schwere Grenzbrücke über die Glane eingebaut. Die Strecke erhielt deutsche Signal- und Sicherungstechnik, sie endete im Bahnhof Enschede an einem neuen Bahnsteig vor der Stadtverwaltung, wurde im Sommer 2013 jedoch zum Gleis 4 verlegt, was seither den Umstieg zum niederländischen Netz vereinfacht. Die Gleisverbindung ist durch Prellböcke unterbrochen. In die Maßnahme wurden 13,5 Millionen Euro investiert. Der grenzüberschreitende Verkehr wurde am 18. November 2001 wiederaufgenommen. Die tägliche Nachfrage ist mittlerweile auf 2.500 Fahrgäste angestiegen.
Am 23. November 2008 hat die DB Netz AG ein elektronisches Stellwerk (ESTW) in Coesfeld in Betrieb genommen. Das ESTW steuert auch den Verkehr auf der Strecke Münster – Enschede einschließlich des Abzweiges nach Coesfeld. Zum Fahrplanwechsel 2008/2009 wurde die Streckengeschwindigkeit im Abschnitt Münster Zentrum Nord – Burgsteinfurt auf 100 km/h (vorher 80 km/h bzw. 90 km/h) erhöht.
Da in den letzten Jahren die Auslastung der Züge immer weiter gestiegen ist, was auf den Pendlerverkehr zum Fachhochschulstandort Steinfurt und die Attraktivitätssteigerung durch die Modernisierung zurückgeführt wird, stößt die Verbindung mehr und mehr an ihre Kapazitätsobergrenze. Deshalb hat der ZVM im Februar 2012 die Diskussion über eine Elektrifizierung angestoßen, durch die Doppelstockwagen eingesetzt werden könnten. Aus rein technischer Betrachtung wäre es zwar auch möglich, Doppelstockwagen einzusetzen, die von Diesellokomotiven gezogen werden. Diesbezüglich fanden im April 2014 entsprechende Testfahrten zwischen Münster und Gronau statt. Diesellokomotiven würden jedoch nicht die Wirtschaftlichkeit von Elektrolokomotiven erreichen.
Für eine Ausweitung auf einen Halbstundentakt wurde im Bahnhof Münster Zentrum Nord ein nicht elektrifiziertes weiteres Ausweichgleis mit einem Bahnsteig gebaut. Die Einweihung fand am 7. Mai 2018 statt. Die Einführung eines ganztägigen Halbstundentaktes, wie im Nahverkehrsplan gefordert, scheitert jedoch weiterhin an der fehlenden Ausweichstelle zwischen Altenberge und Nordwalde.
Eine Besonderheit der Bahnstrecke ist das Eisenbahnmuseum Metelen Land am dortigen Haltepunkt.

## Verkehr

### Güterverkehr
Auf der Strecke Gronau – Münster findet von und zur Urananreicherungsanlage Gronau an der dafür vorgesehenen Ausweichanschlussstelle zumindest seit 13. Januar 2013 Transport des Kernbrennstoffs Uranhexafluorid statt. Diese Transporte wurden von der örtlichen und überregionalen Atomkraftgegenerszene immer wieder kritisiert und z. T. auch behindert. Zuletzt wurde ein solcher Bahntransport am 5. Oktober 2020 etwa 5 Stunden aufgehalten, indem sich Aktivisten bei Streckenkilometer 8,9 von der Autobahnbrücke der A1 in das Lichtraumprofil der Strecke hängten.
Die gelegentlichen Urantransporte sind – neben sehr seltenen Trafotransporten zum Umspannwerk in Borghorst – der einzige noch verbleibende Güterverkehr auf der Strecke.

### Personenverkehr
Seit der Wiederinbetriebnahme des grenzüberschreitenden Streckenabschnittes verkehrt auf ganzer Länge die RB 64 Euregio-Bahn im Stundentakt zwischen Münster und Enschede. Zwischen Gronau und Enschede besteht ein Halbstundentakt im Wechsel mit der RB 51 Westmünsterland-Bahn, die von DB Regio NRW betrieben wird (zeitweilig wurde die Strecke von der Prignitzer Eisenbahn GmbH bedient). In Enschede bestehen Anschlüsse an den niederländischen Intercity nach Amersfoort – Schiphol Airport – Rotterdam bzw. Utrecht – Den Haag und zum Sprinter Almelo – Zwolle und Almelo – Deventer – Apeldoorn. Eingesetzt werden für normale Züge 2–3 Dieseltriebwagen vom Typ Bombardier Talent. Als Hauptverkehrszeitverstärker werden auch vereinzelt Züge in Einzeltraktion gefahren. Die Durchschnittsgeschwindigkeit beträgt circa 49 km/h.
Durch die Verlängerung nach Enschede gab es überproportionale Fahrgastzuwächse. Die Euregio-Bahn ist heute eine der wichtigsten Verbindungen im westlichen Münsterland und wird täglich von tausenden Pendlern benutzt. Am Wochenende sind viele Fahrgäste auf dem Weg nach Enschede zum dortigen Markt. Ebenso benutzen viele Niederländer die Euregio-Bahn, um zum Beispiel in Münster einen Stadtbummel zu unternehmen. Wochentags nutzen auch viele Studenten auf dem Weg von Münster zum Standort Steinfurt der Fachhochschule Münster die Bahn. Die Kapazitäten sind während der Hauptverkehrszeit somit sehr nachgefragt.
In den Nächten von Freitag auf Samstag und Samstag auf Sonntag sowie vor Feiertagen gibt es zusätzliche Spätverbindungen. Seit Dezember 2014 verkehren diese auch wochentags. Ebenfalls wurde der Fahrplan um einen zusätzlichen Zug an Wochenenden ergänzt.
Die Linie wurde im Rahmen des Dieselnetzes Westliches Münsterland unter Federführung des Zweckverbandes Nahverkehr Westfalen-Lippe (NWL) ausgeschrieben. Die Linie wird von der DB Regio AG, Region NRW betrieben. Als Fahrzeuge kommen modernisierte Dieseltriebwagen des Typs Talent zum Einsatz.

### Tarife
Es gilt der Westfalentarif im Übergang auch bis Enschede. Für Fahrten nur auf dem in den Niederlanden liegenden Abschnitt Glanerbrug – De Eschmarke – Enschede kommt die OV-chipkaart mit dem Tarif der Nederlandse Spoorwegen (NS) zur Anwendung. Im Gegensatz zu den deutschen Tarifangeboten können diese Tickets nicht am Automaten im Zug gekauft und eingecheckt werden. Für das Schöner-Tag-NRW-Ticket sowie das Schöne-Fahrt-NRW-Ticket gilt eine Übergangsregelung, mit welcher auch von Deutschland kommend bis Enschede und zurück gefahren werden darf. Ebenso gelten das Quer-durchs-Land-Ticket, das Deutschlandticket sowie die Freifahrt für Schwerbehinderte auf der gesamten Strecke.

## Planungen

### Elektrifizierung
Schon länger wurde immer wieder über eine Elektrifizierung nachgedacht (s. o.). Am 22. Juli 2020 veröffentlichte das Landesverkehrsministerium eine Liste, die über den aktuellen Stand von Elektrifizierungsprojekten in NRW informiert. In dieser Liste wird erstmals der Dezember 2028 als eine konkretere Zeitangabe für eine mögliche Inbetriebnahme genannt. Im Gegensatz zu anderen Strecken im Münsterland soll diese Strecke zwischen Münster und Gronau auf einer gesamten Länge von 58,4 km mit Oberleitungen elektrifiziert werden. Dies gilt auch als eine Voraussetzung für die Einführung der S-Bahn.

### Mehrgleisiger Ausbau und Taktausweitungen
Bislang wird die Strecke nur in den Hauptverkehrszeiten im Halbstundentakt bedient, der sich meist auf die Lastrichtung beschränkt. Dennoch stößt die Strecke immer mehr an ihre Kapazitätsgrenzen. Um den bestehenden Halbstundentakt stabiler durchführen zu können, wurde der Bahnhof Münster-Zentrum Nord um ein weiteres Gleis erweitert (s. o.). Dies kann aber nur in bestimmten Fällen eine mögliche Verspätung verhindern oder reduzieren. Die Einführung eines ganztägig stabilen Halbstundentaktes, wie im Nahverkehrsplan gefordert, scheitert jedoch weiterhin an einer fehlenden Ausweichstelle, z. B. zwischen Altenberge und Nordwalde.
Im Januar 2022 veröffentlichte die Nachrichtenagentur dpa Informationen aus einem Brief von Verkehrsministerin Ina Brandes an die drei SPNV-Aufgabenträger in NRW. Danach stellt das Land NRW bis 2031 568 Millionen Euro zur Umsetzung von 18 Projekten zur Verbesserung des Nahverkehrs bereit, darunter auch eine Taktverdichtung der RB 64 ab Dezember 2025. Da mehrere Ausschreibungen zum zweigleisigen Ausbau zwischen Altenberge und Nordwalde aufgrund fehlender Planungskapazitäten bei Ingenieurbüros abgebrochen werden mussten, wird sich die Einführung eines ganztägigen Halbstundentaktes mindestens bis 2030 verzögern.

### S-Bahn
Im November 2019 hat der Zweckverband Nahverkehr Westfalen-Lippe (NWL) die Angebotskonzeption einer möglichen S-Bahn Münsterland veröffentlicht. Diese sieht zwischen Münster und Gronau eine halbstündliche S-Bahn vor, die in der Hauptverkehrszeit durch eine weitere S-Bahn-Linie bis Steinfurt-Burgsteinfurt ergänzt wird. Die S-Bahnen sollen zusätzlich an der neuen Station Münster Kinderhaus halten. Einmal pro Stunde soll die S-Bahn-Linie über Gronau hinaus nach Enschede verkehren. Neben dem S-Bahn-Angebot ist eine stündliche RE-Linie aus Richtung Hamm nach Zwolle vorgesehen, die zwischen Münster und Enschede nur in Steinfurt-Borghorst, Steinfurt-Burgsteinfurt, Ochtrup und Gronau hält. Für das Angebot sind eine Vollelektrifizierung der Strecke, eine Anbindung an das niederländische Netz im Bahnhof Enschede, vier zusätzliche Kreuzungs- bzw. Begegnungsbahnhöfe und eine Blockverdichtung zwischen Münster Zentrum Nord und Münster Hauptbahnhof notwendig. Eine vereinfachte Version mit „reduziertem Infrastrukturausbau“ wäre jedoch auch bereits mittelfristig umsetzbar.

### Verbesserung grenzüberschreitende Verbindungen
Zur Verbesserung der grenzüberschreitenden Verbindungen zwischen Deutschland und den Niederlanden soll der Bahnhof Enschede so hergerichtet werden, dass durchgehende Fahrten zwischen dem deutschen und dem niederländischen Bahnnetz möglich sind und die Strecke Gronau – Enschede elektrifiziert werden. Eine von der EuregioRail durchgeführte Studie kam zu dem Ergebnis, dass stündlich zwei durchgehende Züge Münster – Zwolle als RE und RB, sowie ein stündlicher RE Dortmund – Hengelo den größten volkswirtschaftlichen Nutzen erzeugen. Der Betrieb Richtung Münster soll mit Zweisystem-Elektrotriebzügen und Richtung Dortmund mit Batterie-Oberleitungsfahrzeugen erfolgen. Für die Elektrifizierung im Bereich Gronau – Enschede, dem Umbau des Bahnhofs Enschede, einem zusätzlichen Wendegleis im Bahnhof Hengelo und Ausweichstellen an der Strecke Gronau – Dortmund sind 100 Millionen Euro notwendig. Dieses Konzept sollte im Dezember 2021 in die Transeuropäischen Netze (TEN-T) eingebracht werden. Dies lehnte das Bundesverkehrsministerium aufgrund der mangelnden Wirtschaftlichkeit des Projektes ab. Die Studie der EuregioRail macht darauf aufmerksam, dass bei einer voraussichtlichen Elektrifizierung des Abschnittes Gronau – Münster bis 2028 ohne weitere Maßnahmen nach Enschede ein Pendelzugbetrieb mit zusätzlichem Umstieg in Gronau eingerichtet werden muss.